# Lov Grover
Lov Kumar Grover (Meerut, 1961) è un informatico indiano-americano.
È l'autore dell'algoritmo di ricerca di Grover usato in informatica quantistica.
Ha studiato all'Indian Institute of Technology di Delhi. Per poco tempo è stato assistant professor alla Cornell University, ma ha lasciato l'incarico per i Bell Laboratories in New Jersey dove è membro dell'équipe tecnica di ricerca in fisica.